# Inese Jaunzeme
Inese Jaunzeme-Goba, née le 21 mai 1932 à Pļaviņas et morte le 13 février 2011 à Riga, est une athlète lettonne spécialiste du lancer du javelot qui a concouru pour l'Union soviétique.

## Biographie
Troisième lors des Championnats soviétiques de 1956, elle crée la surprise lors des Jeux olympiques de Melbourne en remportant la médaille d'or du lancer du javelot avec la marque de 53,86 m, devenant à cette occasion la toute première sportive lettonne (hommes et femmes confondus) titrée lors de Jeux olympiques. Lors du concours, elle améliore à trois reprises le record du monde de la discipline en le portant à 51,63 m, 53,40 m puis 53,86 m lors de son dernier lancer. Elle se classe deuxième des Universiades d'été de 1957 et réalise la meilleure performance de sa carrière en 1960 à Tartu avec un lancer à 55,73 m. 
Décorée de l'Ordre du Drapeau rouge du Travail en 1957, elle obtient un diplôme de docteur en médecine en 1960.
En 1999, Inese Jaunzeme devient présidente du Comité olympique letton. En 2000, elle est nommée officier de l'Ordre des Trois Étoiles de Lettonie.
Elle meurt à 78 ans le 13 février 2011 à Riga.

## Palmarès
| Année | Compétition     | Lieu      | Résultat | Épreuve           |
| ----- | --------------- | --------- | -------- | ----------------- |
| 1956  | Jeux olympiques | Melbourne | 1re      | Lancer du javelot |